# Watashi no Oshi wa Akuyaku Reijō
Watashi no Oshi wa Akuyaku Reijō (jap. 私の推しは悪役令嬢。) ist eine japanische Online-Romanreihe von Inori, die von 2018 bis 2021 erschienen ist. Die Adaptionen als Manga wurde international, darunter auch in der deutschen Übersetzung, als I’m in Love With the Villainess bekannt. Eine Umsetzung als Anime erschien 2023.

## Inhalt
Die Gamerin Oohashi Rei findet sich in der Welt ihres liebsten Videospiels wieder, dem Otome Game Revolution. Sie hat den Körper der Protagonistin Rae Taylor übernommen und kann durch das umfangreiche Wissen, dass sie durch das Spielen über diese Welt hat, ihren größten Wunsch verfolgen. Der ist nicht, einen der im Spiel vorgesehenen Prinzen an der Kronakademie zu umwerben, sondern Rae hat es auf die Antagonistin Claire François abgesehen. Ihr Charakter kam als Bürgerliche nur durch eines der erst kürzlich neu geschaffenen Stipendien an die Akademie. Claire ist bekannt dafür, auf Bürgerliche herabzuschauen und sie zu mobben, wovor auch Raes Zimmerkameradin Misha Jur warnt. Rae nutzt das dagegen aus, indem sie Claire extra reizt, sie zu ärgern, und damit ihre Aufmerksamkeit zu erhalten. So kommen sich die beiden Mädchen näher, wobei Claire es eigentlich nur darauf abgesehen hat, Rae zu mobben.
Raes Beharrlichkeit lässt Claires langsam ihre Einstellung zu ihr verändern, auch wenn sie das zunächst nicht zeigt und nicht eingestehen will. Mit ihrem ungewöhnlichen Verhalten und bald auch durch ihr magisches Talent, wie es sich im Unterricht und bei Prüfungen zeigt, zieht Rae auch die Aufmerksamkeit der Prinzen auf sich – wie es im Spiel auch vorgesehen ist. Der älteste und Thronfolger, Rod Bauer, ist offenherzig und stark und vor allem sehr neugierig. Der zweite Sohn Thane ist schwer zu durchschauen, zieht sich eher zurück und fühlt sich minderwertig. Der dritte Sohn und Kind der zweiten Frau des Königs ist Yū, der süß aussieht, aber klug und listig ist. Rae bemüht sich, die vorgeschriebenen Wege zu einer Beziehung zu den Prinzen zu meiden, aber es entwickelt sich bald eine Freundschaft zu ihnen. Und auch ihre Beziehung zu Claire wird immer mehr eine Freundschaft, auch wenn Rae eigentlich mehr will und nicht aufhört, das auch immer wieder kundzutun. Seit den Prüfungen wird Rae außerdem ständig von einem kleinen Wasserschleim begleitet, den sie aufgelesen hat und das nun ihr Vertrautes ist, also durch Magie an sie gebunden.
Als die Prinzen bei den Rittern der Akademie aufgenommen werden wollen, wollen es ihnen auch die Mädchen gleichtun. So treten sie alle in einem Turnier an, um ihre Fähigkeiten zu beweisen, und kämpfen dabei erstmals mit ihren magischen Fähigkeiten gegeneinander. Rae hat das Glück, gegen Claire zu kämpfen, ihr dabei ihre Magie vorführen zu können und sie zu besiegen. Sie alle werden bei den Rittern aufgenommen und sind von da an mit für die Sicherheit an der Schule verantwortlich. Durch Zufall erfährt Claire auch, dass Rae gut backen kann. Sie soll nun auch Claires Dienstmädchen Lene Aurouseau einiges beibringen und sich damit bei Schulfest einbringen. Lene vermutet jedoch richtig, dass Rae ihre Rezepte, die sie aus ihrer Welt mitgebracht hat, bereits in der Stadt verkauft, da viele dieser neuen Speisen in letzter Zeit aufgekommen sind. Bald darauf beginnt Rae, zum Leidwesen Claires, ebenfalls als ihr Dienstmädchen zu arbeiten. So will sie ihrer Geliebten noch näher sein.
Während das Leben in der Akademie sich für Rae positiv entwickelt, entsteht im Land immer mehr Unruhe und die Menschen begehren gegen den Adel auf. Auch an der Akademie führt das zu Konflikten und es kommt zu einem gewalttätigen Zwischenfall, der die Stimmung noch mehr aufheizt. Schließlich droht ein Aufstand und eine Erstürmung der Akademie. Rae kann die Situation auflösen. Hinter dem Vorfall stecken Lene und ihr Bruder Lambert, Vizekommandant der Ritter. Sie haben sich ineinander verliebt und ein mysteriöser Mann mit Maske versprach, sie für ihre Tat außer Landes zu bringen. Nach dem Scheitern können Rae, Claire und die Prinzen gerade noch verhindern, dass die beiden hingerichtet werden. Sie gehen in die Verbannung und erhalten von Rae Rezepte, um sich ein neues Leben aufzubauen. Es bleibt das Rätsel des maskierten Mannes, den Rae auch nicht aus dem Spiel kennt.

## Veröffentlichungen
Die von Inori geschriebene Geschichte wurde zunächst von ihr selbst auf der Plattform Shōsetsuka ni Narō veröffentlicht. Die Romanserie lief dort von Januar 2018 bis Februar 2021. Es folgte eine von Hanagata illustrierte Umsetzung als Light Novel, die von Aichu Publishing digital und von Ichijinsha gedruckt herausgegeben wurde. Die fünf Bände erschienen von 26. Februar 2019 bis 26. August 2021. Die Light Novel erschien in englischer Übersetzung bei Seven Seas Entertainment und in portugiesischer bei NewPop.
Eine von Anoshimo gezeichnete Adaption als Manga erscheint seit dem 18. Juni 2020 im Magazin Comic Yuri Hime, ebenfalls bei Ichijinsha. Die Kapitel wurden auch in bisher sieben Bänden gesammelt herausgegeben. Eine deutsche Fassung erscheint seit März 2023 bei Manga Cult in bisher sieben Bänden (Stand März 2025). Die Übersetzung stammt von Doreaux Zwetkow. Auf Englisch erscheint die Serie bei Seven Seas Entertainment.
Ein Ableger der Serie unter dem Titel Heimin no Kuse ni Namaikina! wurde von Inori am 25. Mai 2021 auf Shōsetsuka ni Narō gestartet, ebenfalls zunächst als Romanserie, und im Oktober 2021 abgeschlossen. Am 28. Februar 2022 begann bei Aichu Publishing dann die Herausgabe einer Umsetzung als Light-Novel-Serie, die bisher zwei Bände umfasst. Die Illustrationen dazu stammen wieder von Hanagata.

## Animeserie
Bei Studio Platinum Vision entstand eine Umsetzung der Geschichte als Animeserie. Die Drehbücher schrieb Ayumu Hisao und Regie führte Hideaki Oba. Das Charakterdesign wurde von Yōko Satō für die Animation adaptiert und die künstlerische Leitung lag bei Kiyotaka Yachi. ie Tonarbeiten leitete Hajime Takakuwa. Produzenten waren Shōgo Ikenori, Takahiro Fujii und Takashi Jingūji.
Im Dezember 2022 wurde der Anime erstmals angekündigt. Die zwölf Folgen wurden vom 2. Oktober bis 19. Dezember 2023 von den Sendern Tokyo MX, AT-X, BS NTV, HTB, Chiba TV, TV Saitama und TV Kanagawa in Japan gezeigt. Auf der Plattform Crunchyroll erfolgte parallel dazu die internationale Veröffentlichung per Streaming, sowohl mit Untertiteln als auch in Synchronfassungen unter anderem auf Deutsch, Englisch, Französisch und Italienisch.

### Synchronisation
Die deutsche Synchronfassung entstand unter der Regie von Rieke Steinhaus nach Dialogbüchern von Melina Rustler bei DMT Digital Media Technologie.
| Rolle           | Japanische Stimme (Seiyū) | Deutsche Stimme    |
| --------------- | ------------------------- | ------------------ |
| Rae Taylor      | Yū Serizawa               | Lara-Maria Wichels |
| Claire François | Karin Nanami              | Selina Böttcher    |
| Misha Jur       | Aimi Terakawa             | Maria Wardzinska   |
| Rod Bauer       | Kenichiro Ohashi          | Philipp Draeger    |
| Thane Bauer     | Daisuke Namikawa          | David Berton       |
| Yū Bauer        | Yōko Hikasa               | Ben Küch           |

### Musik
Die Musik der Serie stammt von Noriyuki Asakura und Usagi to Uma. Das Vorspannlied ist Raise Y/Our Hands!!, der Abspanntitel ist O.C. ～Optimum Combination～. Beide Lieder werden gesungen von Yū Serizawa and Karin Nanami.

## Rezeption
Im März 2021 war I’m in Love With the Villainess auf Platz 5 der von AnimeJapan jährlich herausgegebenen Liste von Manga-Titeln, zu denen Fans eine Anime-Umsetzung sehen wollen. Im Juni des gleichen Jahres wurde der Manga für den Next Manga Award nominiert und gelangte im Ranking schließlich auf Platz 17.
Yuri-Manga-Kritikerin Erica Friedman nennt die Light Novel eine unerwartet überraschende Serie im positiven Sinne. Die Protagonistin verhalte sich – anders als in Isekai üblich – sehr erwachsen und entsprechend abgeklärt würden auch viele Themen angesprochen, darunter ein offenes Gespräch über die Sexualität und Identität der Protagonistin, aber auch über Machtmissbrauch, eine politische Protestbewegung und soziale Ungleichheit. Dazu biete die Geschichte ein gutes Worldbuilding, die Charaktere entwickelten sich weiter und die sich immer amüsierende Protagonistin werde Stück für Stück als sympathische Figur aufgebaut.